# Mieczysław Skotnicki
Mieczysław Skotnicki ps. Głóg (ur. 3 grudnia 1920 w Tyczynie, zm. 4 sierpnia 2017) – polski działacz podziemia niepodległościowego w czasie II wojny światowej oraz powojennego podziemia antykomunistycznego, a także działacz kombatancki w ramach Światowego Związku Żołnierzy Armii Krajowej (ŚZŻAK), major WP, poeta i literat.

## Życiorys
W okresie okupacji niemieckiej był absolwentem konspiracyjnej Szkoły Podchorążych. Należał do Armii Krajowej w ramach placówki Tyczyn „Topola”, w okresie akcji „Burza” pełniąc funkcję adiutanta jej dowódcy. Był członkiem Biura Informacji i Propagandy Inspektoratu Rzeszów AK, a także redaktorem konspiracyjnych pism: „Świt” i „Na Posterunku”. W trakcie akcji „Burza” brał udział w walkach o Tyczyn. Następnie działał w podziemiu antykomunistycznym w ramach Zrzeszenia Wolność i Niezawisłość Obszaru Południowego w Krakowie (był między innymi redaktorem gazety „Orzeł Biały”). Absolwent Wydziału Prawa Uniwersytetu Jagiellońskiego – 1947. Za swoją działalność był więziony między innymi w Zakładzie Karnym Wronki oraz ośrodku pracy przymusowej w kamieniołomach w Piechcinie. Jako działacz kombatancki był w wieloletnim prezesem Koła Światowego Związku Żołnierzy Armii Krajowej w Tyczynie, członkiem Zarządu Okręgu Podkarpackiego ŚZŻAK i przewodniczącym Sądu Koleżeńskiego. W 2014 wyróżniony Nagrodą Honorową „Świadek Historii".
Został pochowany na cmentarzu parafialnym w Tyczynie.

## Odznaczenia
- Krzyż Oficerski Orderu Odrodzenia Polski[2],
- Krzyż Kawalerski Orderu Odrodzenia Polski[2],
- Krzyż Partyzancki[2],
- Krzyż Armii Krajowej[2],
- Medal „Pro Patria”[2],

## Publikacje[3]
- „Za ostatnim szabasem” (1996) – tomik poezji
- „Przygoda z Ojczyzną” (1998) – tomik poezji
- „Pamiętnik wojenny” (2000) – tomik poezji
- „Bitwa o Tyczyn” (2004) – książka historyczna
- „Świadkowie i inne opowiadania” (2010) – zbiór nowel
- „Matka Boża Urzekająca” (2011) – tomik poezji